# Opius blantoni
Opius blantoni är en stekelart som beskrevs av Fischer 1964. Opius blantoni ingår i släktet Opius och familjen bracksteklar. Inga underarter finns listade i Catalogue of Life.